# Андреев, Никифор Васильевич
Ники́фор Васи́льевич Андре́ев (1882, Орловская губерния — 1947) — большевик, член ВЦИК, делегат Всероссийского Учредительного собрания.

## Биография
Никифор Андреев родился в Орловской губернии в крестьянской семье. Получив низшее образование, он устроился на работу слесарем.
Андреев оказался под надзором полиции в 1902 году. В 1904 году он вступил в РСДРП  и примкнул к большевикам. Его членство в партии прерывалось с 1911 по 1916 год. В 1917 году он стал членом Орловского Военно-революционного комитета и принимал активное участие в установлении советской власти в Орловской губернии. В том же году Никифор Андреев был избран в члены Учредительного собрания по Орловскому избирательному округу от РСДРП(б) (список № 8, большевики), был выдвинут от первого товарищества паровой крупчатой мельницы в Орле. Он участвовал в заседании-разгоне Собрания от 5 января 1918 года.
Никифор Васильевич был избран членом ВЦИК третьего созыва и делегатом XVI съезда ВКП(б). С 1919 года он был членом Владимирского губернского продовольственного комитета, а с 1921 года — членом Владимирского губернского рабочего кооператива.
18 июля 1924 года Андреев стал председателем Владимирского губернского суда, а в феврале 1934 года — секретарём Партийной коллегии Центрально-Чернозёмной областной контрольной комиссии ВКП(б). 
26 января — 10 февраля 1934 года делегат XVII съезда ВКП(б).
Арестован НКВД 14 ноября 1937 года, дело прекращено в марте 1939 году, освобождён.
Сведения о работе с 1939 по 1947 год отсутствуют.
Умер в 1947 году.